# 31863 Hazelcoffman
31863 Hazelcoffman è un asteroide della fascia principale. Scoperto nel 2000, presenta un'orbita caratterizzata da un semiasse maggiore pari a 2,2698043 UA e da un'eccentricità di 0,1827439, inclinata di 4,85738° rispetto all'eclittica.